# Bota de Oro 1979-80

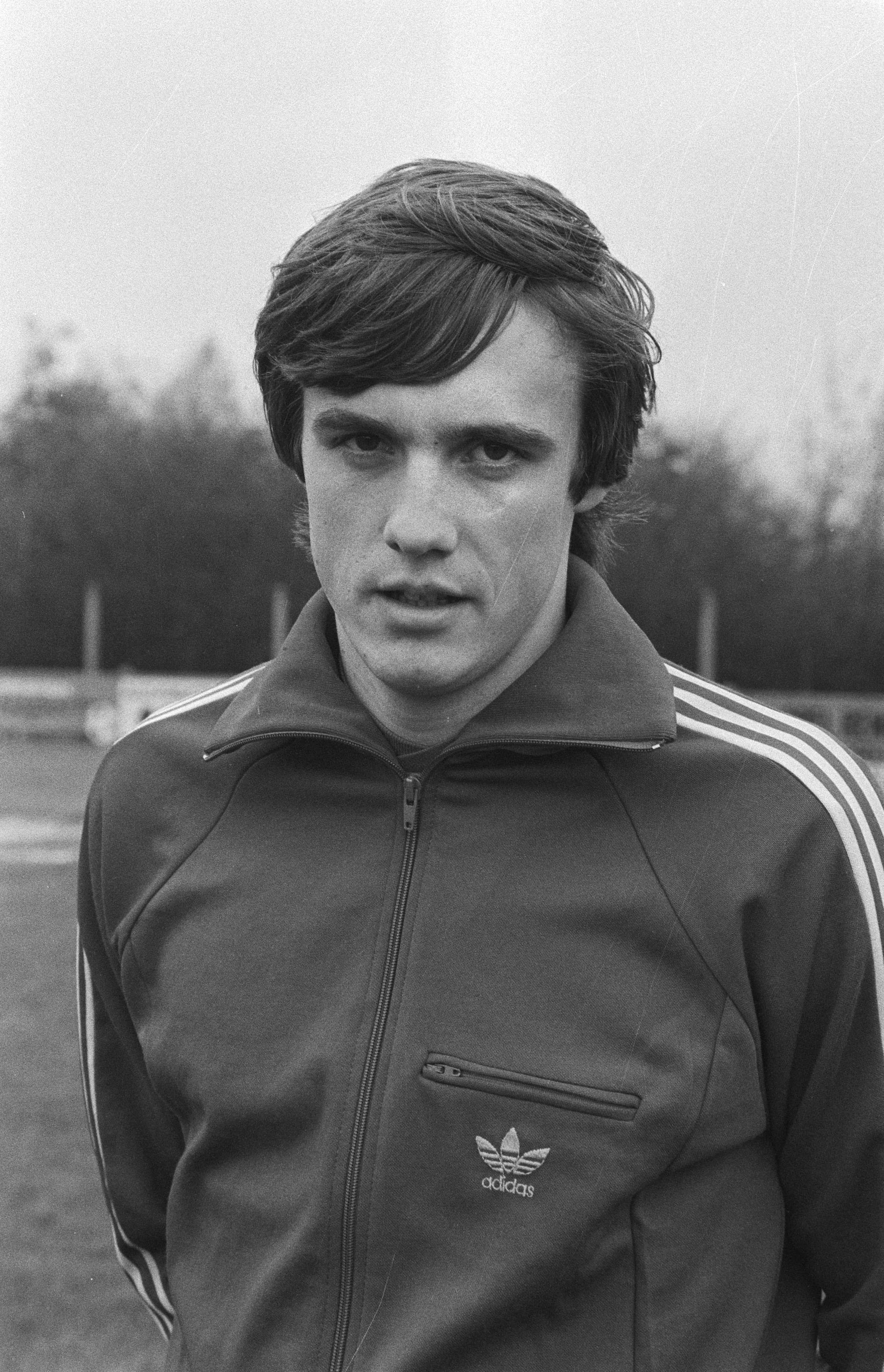
Erwin Vandenbergh, ganador en 1979-80.

La Bota de Oro 1979-80 fue un premio entregado por la European Sports Magazines al futbolista que logró la mayor cantidad de goles en la temporada europea.
El ganador de este premio fue el jugador belga Erwin Vandenbergh por haber conseguido 39 goles en la Primera División de Bélgica. Vandenbergh ganó la bota de oro cuando jugaba para el equipo Lierse SK.

## Resultados
| Posición | Futbolista        | Club             | Campeonato                  | Goles |
| -------- | ----------------- | ---------------- | --------------------------- | ----- |
| 1        | Erwin Vandenbergh | Lierse SK        | Primera División de Bélgica | 39    |
| 2        | László Fazekas    | Újpest FC        | Nemzeti Bajnokság I         | 36    |
| 3        | Walter Schachner  | FK Austria Viena | Bundesliga de Austria       | 34    |